# Отношения Грузии и Содружества Независимых Государств
Отношения между Грузией и Содружеством Независимых Государств (СНГ) являются многосторонними международными отношениями между третьей страной и наднациональной организацией.

## История
3 декабря 1993 года по решению Совета глав государств Грузия, в результате военных действий в Абхазии и гражданской войны в Грузии 1991-1993 годов, была принята в Содружество, а 9 декабря 1993 года Грузия присоединилась к Уставу СНГ.
Грузия вышла из состава министров обороны СНГ 3 февраля 2006 г., поскольку членство в этой группе несовместимо с участием в НАТО.

### Выход Грузии из СНГ
12 августа 2008 года президент Грузии Михаил Саакашвили заявил о своем желании выйти из СНГ в связи с российско-грузинской войной. 14 августа 2008 года парламент Грузии единогласно (117 голосов) принял решение о выходе Грузии из организации. Согласно Уставу СНГ (статья 9 главы I) государство-участник имеет право выйти из Содружества. Государство письменно уведомляет депозитария настоящей Хартии о таком намерении за 12 месяцев до выхода. При этом обязательства, возникшие в период участия в настоящей Хартии, обязывают соответствующие государства к их полному выполнению. 9 октября 2008 года министр иностранных дел Российской Федерации Сергей Лавров сообщил, что Совет министров иностранных дел стран СНГ принял официальное решение о прекращении членства Грузии в Содружестве в августе 2009 года. 18 августа 2009 года Грузия официально вышла из состава СНГ.